# Malakula
Malakula ou Malekula é uma ilha do arquipélago das Novas Hébridas, pertencente a Vanuatu. É a segunda maior ilha do país. O seu nome foi dado por James Cook, provavelmente procedente do francês "mal à cul" (literalmente, dor no cu), e foi inspirado pela presença de canibais, de atividade vulcânica e outras desagradáveis características da ilha no momento da sua descoberta.
Segundo o último censo do 2000, Malakula tem uma população de mais de 30 000 habitantes. Está separada das ilhas de Espírito Santo e Malo pelo Estreito de Bougainville. Lakatoro, a capital da província de Malampa, está situada na costa oriental desta ilha e é a sua maior povoação.
Tem uma altitude máxima de 879 m no Monte Liambele.